# 西科斯基 S-72
西科斯基 S-72（英語：Sikorsky S-72)是一款由西科斯基開發的實驗性複合直升機。

## 發展

### 旋翼系统研究計畫(RSRA)

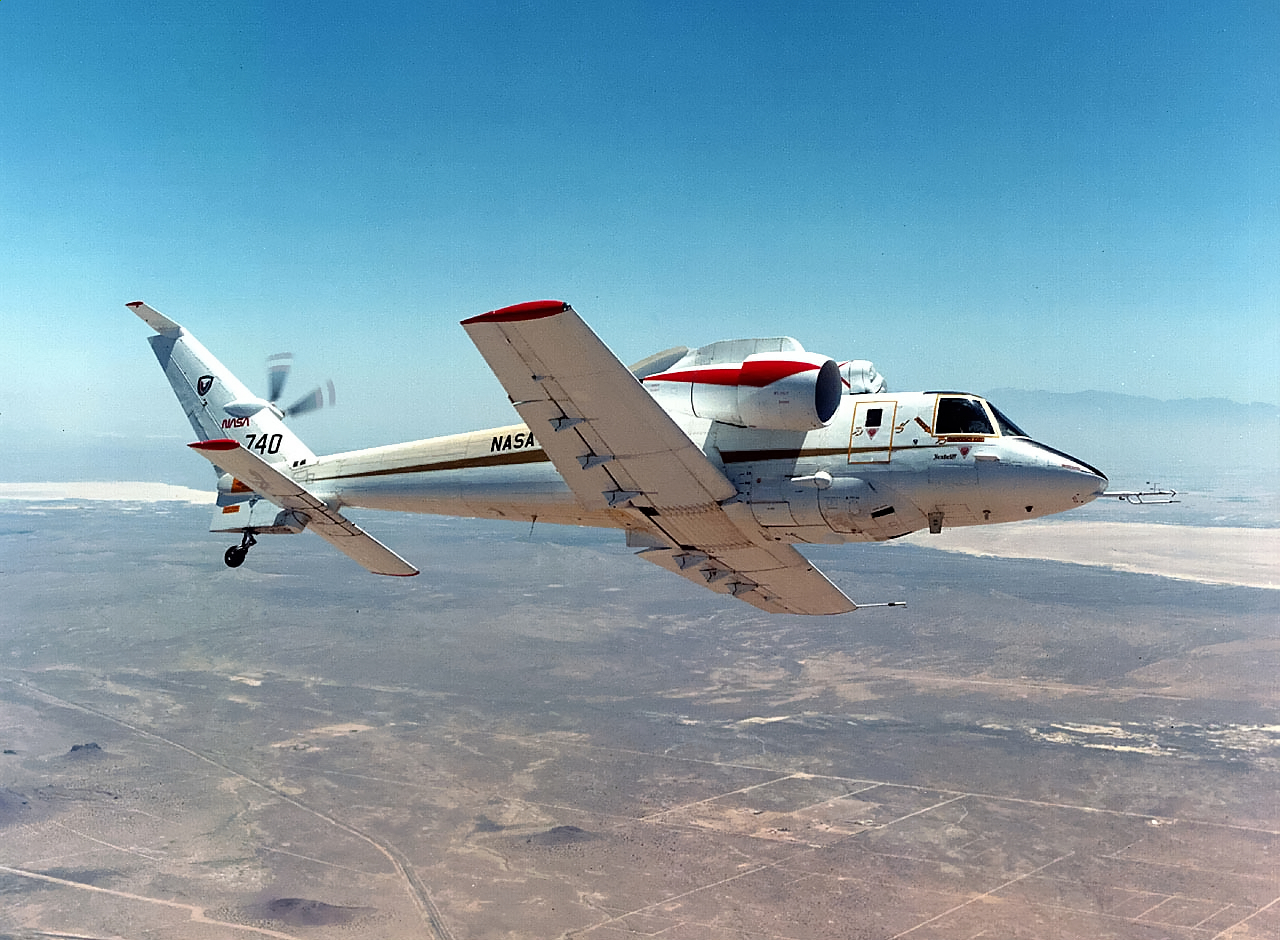
飛行中沒有裝配主旋翼的S-72

美國陸軍和NASA為了測試直升機在飛行中的旋翼特性，因此委託西科斯基開發一款實驗複合直升機，並命名該計畫為RSRA(Rotor Systems Research Aircraft)。該機採用[S-61的主旋翼和變速箱以及以此改造的機身。RSRA 配備TF34渦輪扇發動機，以達到符合研究所需的300kn(350mph,560km/h)。 此外，它可以作為沒有主旋翼的固定翼飛機飛行。
RSRA同時配備了一套獨特的逃生系統。該系統被激活時，會發射爆炸螺栓，切斷主旋翼葉片，逃生板被從飛機頂部炸掉，然後用火箭將機組人員推離機身。
RSRA是一架獨特的純研究飛機，旨在填補旋翼飛機設計分析、風洞測試和飛行結果之間的空缺。該計畫於1970年12月開始，並於1976年10月12日首飛，第一架飛機於1979年2月11日從西科斯基抵達NASA。
其中一項值得注意的測試是，RSRA使用主旋翼和尾槳負載測量系統來確定機身的垂直阻力。
1981年，美國太空總署和美國陸軍希望西科斯基在RSRA上安裝四葉片主旋翼。西科斯基建議在其提案中為RSRA安裝UH-60A的主旋翼， 而休斯直升機公司則建議安裝YAH-64A的主旋翼，而波音旋翼機系統則建議安裝YUH-61A或Model 347(即四葉片版本的CH-47)的主旋翼。然而，此計畫最終作廢。

### X翼計劃(The X-WING)

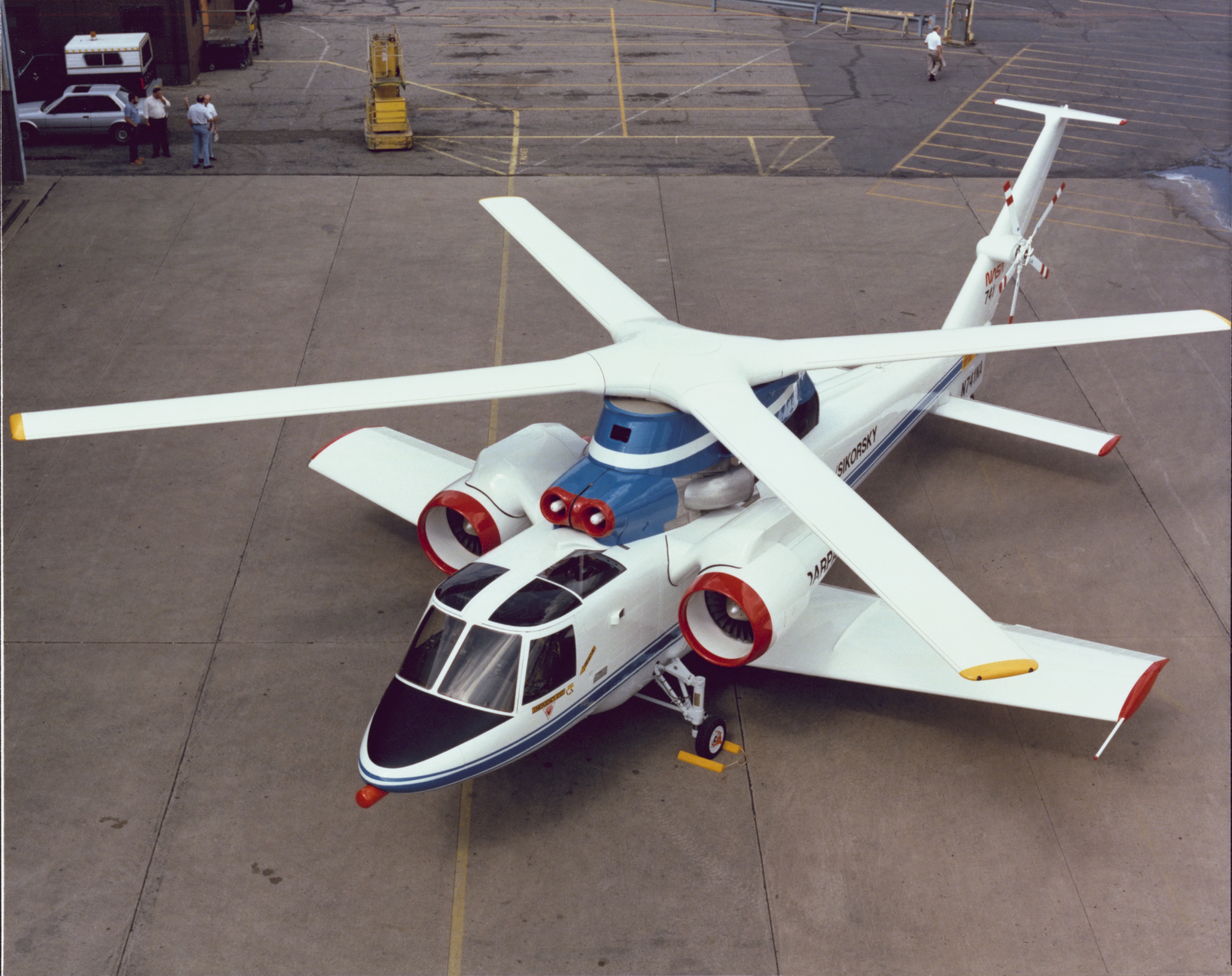
裝配X-WING的S-72

X-WING計畫是由海軍水面作戰中心卡德羅克分部在DARPA資助下於20世紀70年代中期開發。 1976年10月，洛克希德公司贏得了DARPA的一份開發大型旋翼的合同。
該計畫希望S-72能像直升機一樣垂直起飛，並且其剛性旋翼可以在飛行途中停止轉動，充當X形機翼，在向前飛行期間提供額外的升力，並且具有更傳統的機翼。此機沒有像更傳統的直升機那樣透過改變葉片的迎角來控制升力，而是使用從發動機供給並從葉片排出的壓縮空氣來產生虛擬機翼表面，類似於傳統平台上的吹氣式襟翼。電腦化閥門確保壓縮空氣來自旋翼的邊緣，正確的邊緣隨著旋翼旋轉而變化。
1983年末，西科斯基收到一份合同，將一架S-72 RSRA改裝成X-WING系統的測試平台。該基於1986年改裝完畢，雖然該飛機的許多技術問題已得到解決，併計劃開始使用旋翼/機翼系統進行飛行測試，但它從未試飛，並且因為預算的超支，該計畫於1988年被迫停止。
X翼被認為能直升機和固定翼飛機的中間狀態，結合固定翼飛機能高速巡航的特性，也擁有直升機低速懸停和優秀的機動能力。這些特性使其可以執行包括空對空和空對地作戰以及空中預警、搜救和反潛等任務。

## 外部連結
- （页面存档备份，存于）
- Robb, Raymond L. (2006). Hybrid helicopters: Compounding the quest for speed, Vertiflite. Summer 2006. American Helicopter Society.  Size: 25 pages in 2MB. Archive